# Barnes-Eisfälle
Die Barnes-Eisfälle sind ein Gletscherbruch im westantarktischen Queen Elizabeth Land. In der Neptune Range befinden sie sich entlang des Washington Escarpment zwischen dem Mount Dover und den Bennett Spires.
Der United States Geological Survey kartierte sie anhand eigener Vermessungen und Luftaufnahmen der United States Navy aus den Jahren von 1955 bis 1966. Das Advisory Committee on Antarctic Names benannte sie 1965 nach dem US-amerikanischen Meteorologen James Clarkson Barnes (* 1937), wissenschaftlicher Leiter der Ellsworth-Station im antarktischen Winter 1962.